# Vittorio Ambrosio

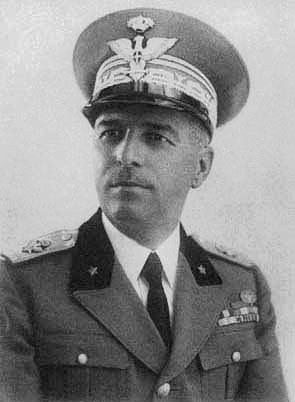
Vittorio Ambrosio

Vittorio Ambrosio (* 28. Juli 1879 in Turin; † 19. November 1958 in Alassio) war ein italienischer General.

## Militärische Laufbahn
Nach seiner Ausbildung an der Militärakademie in Modena kam er 1898 als Leutnant zur Kavallerie (20. Regiment „Cavalleggeri di Roma“). Nach erfolgreicher Absolvierung des Generalstabslehrganges diente er ab 1907 bei verschiedenen höheren Stäben und Kavallerieregimentern. In der Kavallerietruppe nahm er auch am Ersten Weltkrieg teil. 1922 wurde er Kommandeur des traditionsreichen Kavallerieregiments „Savoia Cavalleria“ und 1926 der Kavallerieschule in Pinerolo. Bis zum Zweiten Weltkrieg kommandierte er u. a. eine schnelle Division und ein Korps.
1941 nahm er an der Spitze der 2. italienischen Armee von Istrien aus am Überfall auf Jugoslawien teil. Am 20. Januar 1942 wurde er Stabschef des italienischen Heeres und am 2. Februar 1943 Nachfolger des Marschalls Ugo Cavallero auf dem Posten des Generalstabschefs der Streitkräfte (Comando Supremo). Auch nach dem Waffenstillstand vom 8. September 1943 blieb er auf diesem Posten und folgte König Viktor Emanuel III. und der neuen Regierung Badoglio nach Süditalien. Am 18. November 1943 löste ihn Marschall Giovanni Messe als Generalstabschef ab.
Vittorio Ambrosio wurde 1943 Generalstabschef der italienischen Armee, weil man ihn für unabhängiger und patriotischer hielt als seinen Vorgänger Cavallero. Obwohl er ein fähiger General war, beförderte man ihn nie zum Marschall. Ambrosio trug beim Waffenstillstand eine Mitverantwortung für die Art und Weise, in der man die italienischen Verbände im September 1943 auf dem Balkan dem deutschen Zugriff (vgl.: Fall Achse) überließ.